# مرگ‌نشان گابلا
مرگ‌نشان گابلا (نام علمی: Sheppardia gabela) نام یک گونه از سرده مرگ‌نشان است.